# Akmal Azman
Akmal Azman (* 21. November 2000 in Singapur), mit vollständigen Namen Akmal bin Azman, ist ein singapurischer Fußballspieler.

## Karriere
Akmal Azman erlernte das Fußballspielen in der National Football Academy in Singapur. Seinen ersten Vertrag unterschrieb er 2019 bei den Tampines Rovers. Für die Rovers spielte er 2019 siebzehnmal in der Singapore Premier League. 2020 wurde er von den Young Lions unter Vertrag genommen. Die Young Lions sind eine U23-Mannschaft, die 2002 gegründet wurde. In der Elf spielen U23-Nationalspieler und auch Perspektivspieler. Ihnen soll die Möglichkeit gegeben werden, Spielpraxis in der ersten Liga, der Singapore Premier League, zu sammeln. Für die Lions absolvierte er vier Erstligaspiele. Vom 1. Januar 2021 bis Ende März 2022 war er vertrags- und vereinslos. Am 1. April 2022 verpflichtete ihn der Erstligist Balestier Khalsa. Für Balestier bestritt er 14 Erstligaspiele. Zu Beginn der Saison 2023 unterschrieb er im Januar 2023 einen Vertrag beim ebenfalls in der ersten Liga spielenden Geylang International.

## Erfolge
Tampines Rovers
- Singapore Cup: 2019